# Hunspflug

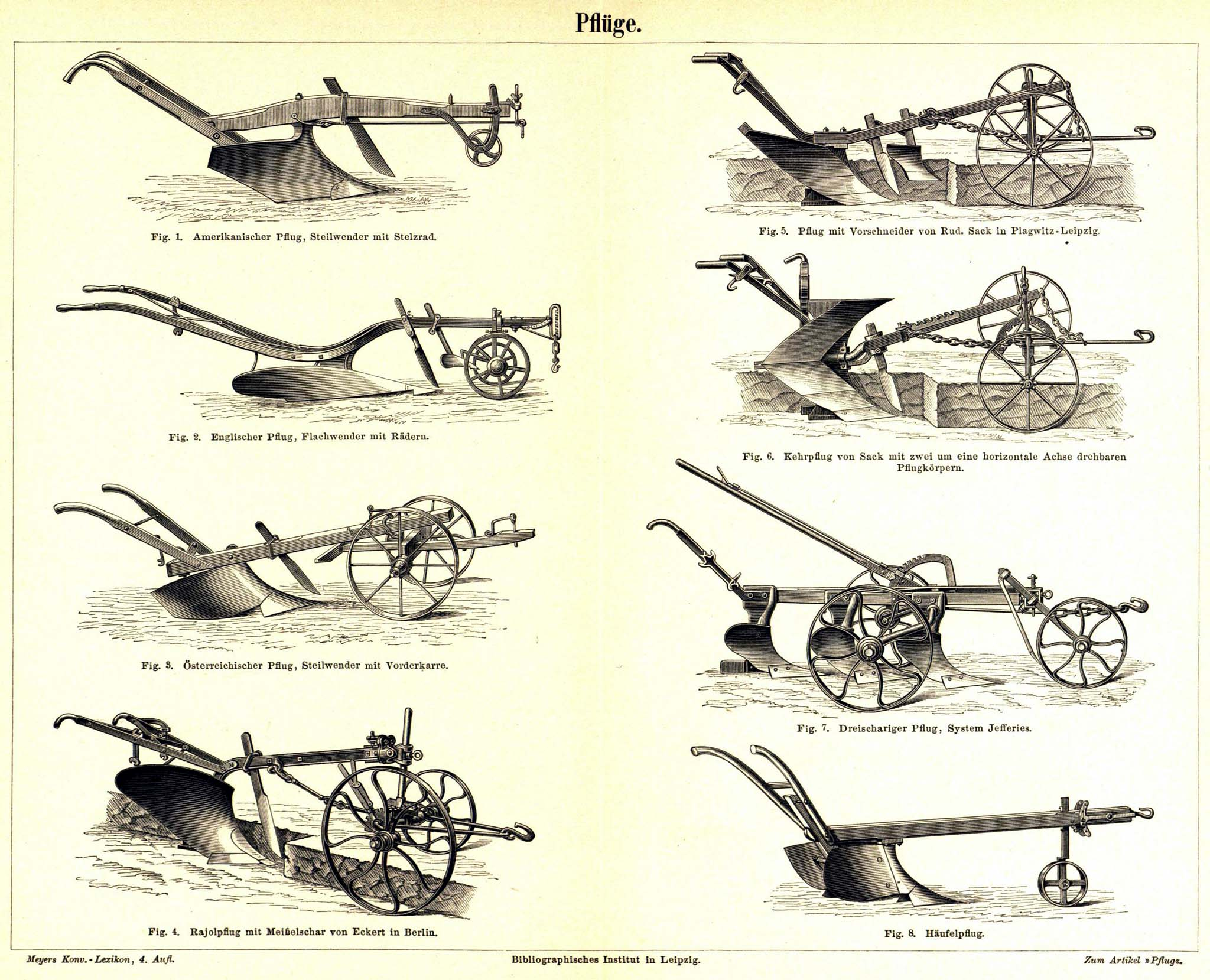
Verschiedene Arten von Pflügen

Der Hunspflug ist ein Kehr- oder Wendepflug, der zwischen dem 17. und 19. Jahrhundert im Rheinland gebräuchlich war. Dieses Ackergerät ist auch unter dem Namen Kölner Wessel oder Niederrheinischer Wendepflug bekannt.
Charakteristisch für den rheinischen Hunspflug ist ein s-förmiger Stietz und ein gebogener hoher Pflugbaum. Dieser so genannte „Krümmel“ liegt oben auf dem Vorderpflug auf und reicht bis zur Pflugsohle hinunter. Durch Umhängen des Streichbrettes konnte der Pflug gewendet werden. Vorder- und Hinterpflug waren mit einem Grindel und durch Ketten verbunden. Durch die Ketteneinstellungen konnte die Pflugtiefe variiert werden.
Alle arbeitenden Teile waren bei diesem Pflugtyp auswechselbar, wodurch er vielseitig an unterschiedliche Bodenverhältnisse und verschiedene Aufgaben, beispielsweise als Häufeler oder als Kartoffelrodepflug, angepasst werden konnte.
Als Zugtiere konnten ein oder zwei Ochsen beziehungsweise Pferde vorgespannt werden.
Frühere Modelle mit einem Holzgestell, bei denen nur die Pflugschar aus Eisen gefertigt war, wurden um die Mitte des 19. Jahrhunderts durch eine Variante ersetzt, die vollständig aus Eisen gefertigt wurde. Die charakteristische Form und Funktionsweise des Hunspflugs wurde jedoch beibehalten. Lediglich die Länge der Scharen wurde angepasst. So verwendet der eiserne Hunspflug kürzere Scharen als sein hölzerner Vorgänger.